# 회색 문헌
회색 문헌(grey literature 또는 gray literature)은 서지정보원을 통해 공개적으로 그 출판정보가 나타나지 않아 확인과 접근 및 이용이 불투명한 정보자료를 두루 가리킨다.

## 정의
- 문헌정보학에서 사용되는 용어로서, 일반적으로 발행은 되었지만 정식으로 출판되어 시판되는 것이 아닌 문헌을 말한다. 예를 들어 기관에서 만들어진 보고서 또는 학술적인 기술보고서 등이 대표적인 회색문헌이다.

- 회색문헌이란 용어는 일본어를 그대로 우리말로 표기한 것으로 우리말로 적절한 표기용어가 없어 그대로 사용하고 있는 실정이다. 회색문헌은 대외비 자료(black literature)와 백색문헌(백서;white literature,or white paper)의 중간에 위치한 문헌으로 대개 출판부수가 한정되어 있어 쉽게 절판이 되어 나중에 수집하기가 용이하지 않은 문헌들을 총칭한다고 볼 수 있다. 따라서 이러한 유형의 대표적인 자료형태로는 각종 연구보고서, 프로시딩류 등이 있다. 그러나 현대에 들어와 정보기술 및 인터넷의 발전으로 인해 웹에 올려진 회색문헌은 엄밀하게 말하자면 본래의미의 회색문헌이라고 할 수 없지만 관례상 그대로 사용하는 용어라 볼수도 있다.

- 유럽에서는 "회색문헌(Grey Literature)"라고 하지만 미국에서는 일반적으로 기술보고서 (Technical Report)라고 한다. 이것은 미국의 NTIS (National Technical Information Service)라는 기관에서 이렇게 불러서 일반화되어버린 용어이며, 좀더 정확하게 말하면 "Difficult-to-obtain Report" 즉 입수하기 어려운 문헌을 말한다.

## 회색문헌의 특성
- 신속한 발행
- 다양한 포맷
- 공식적인 전문가 평가문의 부재
- 상업적인 유통경로 부재
- 의뢰기관에 한정 배포
- 원시데이터(Raw Data)를 다수 포함
- 응용과학, 기술분야에서의 빈번한 이용
- 정부 책임 아래에서 서지통정과 배포 실시

## 회색문헌의 범주

### 연한회색(Light Grey)
- 공식적인 보고서, 통계문서, 표준, 뉴스레터, 법률/입법문서(외부 보급이 예정된 자료)
- 출판예정인 논문, 회의자료

### 중간회색(Medium Grey)
- 학위논문, 내부 보고서(외부로 보급할 목적이 없고 과학 연구분야의 공동체가 공지하지 않을 수도 있는 자료)

### 진한회색(Dark Grey)
- 제한문서(추적하지 않으면 나타나지 않고 대개 정보시스템에 기록되어 있지 않은 자료)

## 회색문헌의 종류
- 출판 전 논문(Pre-print)
- Preliminary progress
- Advanced reports
- Technical reports
- Statistical reports
- Memoranda
- State-of-the art reports
- Market research reports
- Theses
- 프로시딩(Conference proceedings)

## 같이 보기
- 대안언론

## 참고 자료
- 문헌정보학용어사전[깨진 링크(과거 내용 찾기)]